# Dalceridae
Dalceridae – mała, należąca do nadrodziny Zygaenoidea rodzina motyli z około 80 znanymi gatunkami. Obejmuje ona około tuzina rodzajów najczęściej spotykanych w krainach neotropikalnych, z kilkoma sięgającymi daleko na południe od regionu Bliskiego Wschodu.

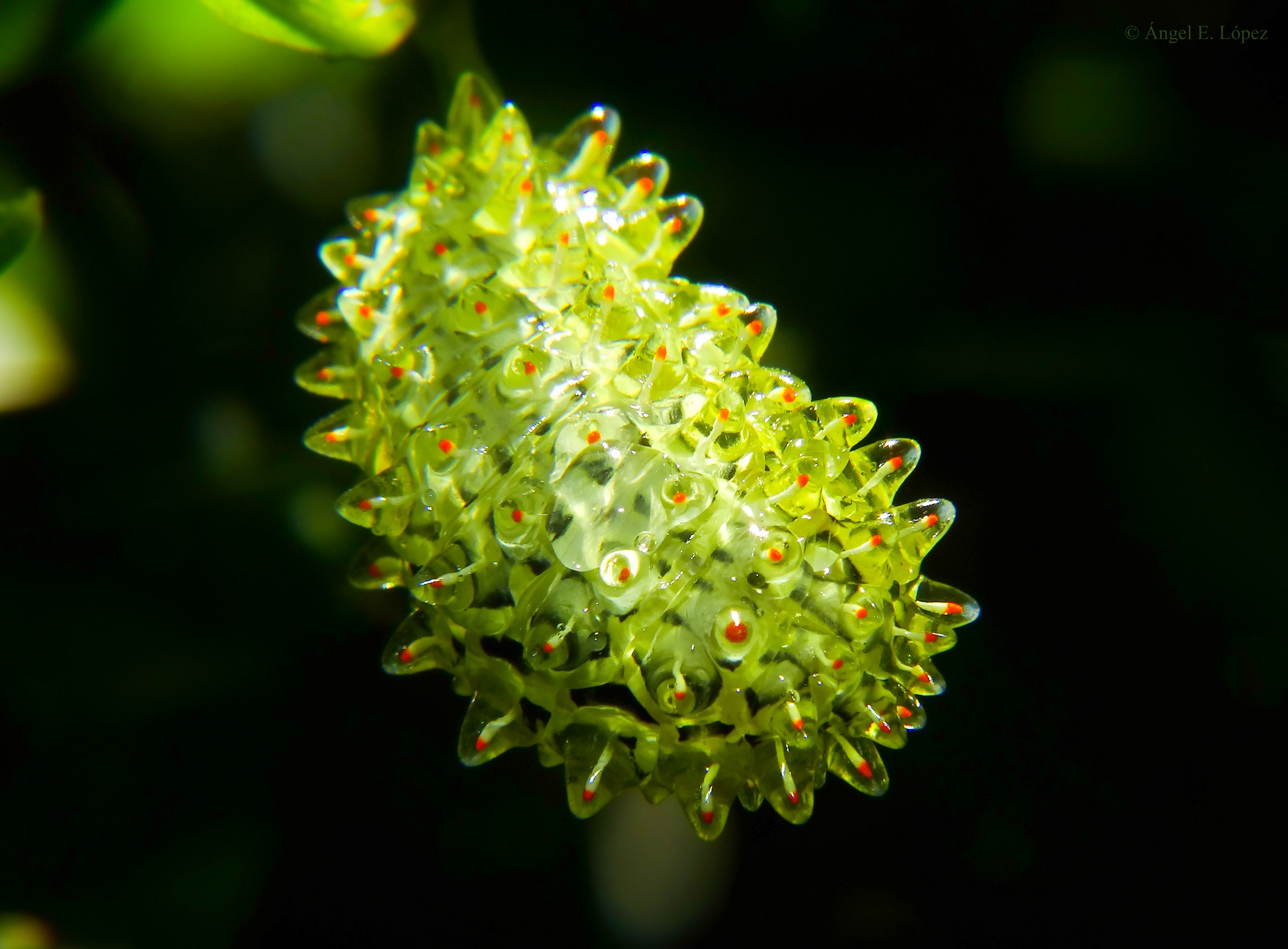
Larwa Acraga coa, z galaretowatym pokryciem

Są to na ogół małe lub średnie motyle o bardzo owłosionych ciałach. Larwy są raczej podobne do ślimaków i wraz z larwami siostrzanych taksonów Limacodidae i Megalopygidae są często nazywane gąsienicami-klejnotami (jewel caterpillars) ze względu na kolorową, galaretowatą i przypominającą koraliki masę pokrywającą egzoszkielet wielu gatunków.

## Taksonomia i systematyka
Ponad połowa opisanych gatunków należy do rodzaju Acraga. Oprócz tego i Dalcerides, wszystkie rodzaje mają mniej niż 10 znanych gatunków od 2016 roku, a niektóre są monotypiczne. Zazwyczaj rozpoznawane są dwie podrodziny:
Podrodzina Acraginae
- Acraga (w tym Anacraga i Dalargentina)
- Dalcerides (w tym Acragopsis)
- Zikanyrops

Podrodzina Dalcerinae
- Ca
- Dalcera
- Dalcerina (w tym Zadalcera)
- Minacraga
- Minacragides
- Minonoa
- Oroya
- Paracraga

Rodzaj Protacraga, dawniej tutaj umieszczony, jest obecnie zwykle przypisywany do pokrewnej rodziny Epipyropidae, której gąsienice są zwykle pasożytami.